# Scelio integer
Scelio integer är en stekelart som beskrevs av Jean-Jacques Kieffer 1908. Scelio integer ingår i släktet Scelio och familjen Scelionidae. Inga underarter finns listade i Catalogue of Life.